# Аримджан
Аримджан (кирг. Аримжан) — село в Ноокенском районе Джалал-Абадской области Кыргызстана. Входит в состав Сакалдинского айылного аймака.

## География
Село расположено в южной части области, на левом берегу реки Алаш-Сай, на расстоянии приблизительно 6 километров (по прямой) к юго-западу от села Масы, административного центра района. Абсолютная высота — 575 метров над уровнем моря.

## Население
Согласно оценочным данным Национального статистического комитета Кыргызской Республики, численность населения села на начало 2023 года составляла 2211 человек.
| год     | 2009 | 2014 | 2015 | 2020 | 2021 | 2023 |
| ------- | ---- | ---- | ---- | ---- | ---- | ---- |
| человек | 2124 | 2284 | 1934 | 2132 | 2141 | 2211 |